# En Sof
En Sof, auch Ein Sof, Eyn Sof, En Soph oder Ain Soph (heb. אין סוף ēyn sōf, „Unendliches“) ist ein Begriff der kabbalistischen Mystik. Gemeint ist damit die Wirklichkeit Gottes jenseits aller spezifischen Qualitäten der Sefirot, der Gott jenseits von Gott. Aus der Zusammenziehung (Tzimtzum, heb. צמצום) des undefinierbaren und unbestimmten Urlichts des En Sof entsteht nach Isaak Luria die Schöpfung. Die geistige und die sinnliche Welt geht durch Emanation aus dem göttlichen Einen hervor. Es handelt sich dabei um eine Art Selbstschöpfung oder Selbstoffenbarung. Manche Kabbalisten setzten En Sof auch mit dem unendlichen verborgenen Gott gleich.

## Die Unendlichkeit der Gottheit

Das Unbeschränkte oder Unendliche, hebr. En Sof

Die Hauptlehre der Kabbala ist die Lehre vom En Sof und von den Sefirot. Diese Begriffe finden sich weder in der Tora (Bibel) noch im Talmud. Der Ausdruck אין סוף ist möglicherweise dem griechischen ἄπειρον, das Unbegrenzte, nachgebildet, was jedoch auch angezweifelt wird. Gott darf weder Wille, noch Absicht, noch Denken, noch Sprechen, noch Tun beigelegt werden. Er kann nicht einmal die Weltschöpfung gewollt oder beabsichtigt haben, denn Wollen verrät die Unvollkommenheit des Wollenden. Diese Auffassung ist von der neuplatonischen Philosophie inspiriert. Der Begriff von Gott bzw. En Sof ist lediglich in der Weise der Negation (via negationis) zu fassen. Die Gottheit kann eigentlich weder mit Gedanken erfasst noch mit einem Wort bezeichnet werden. Im Unterschied zu den Neuplatonikern erfolgt der Emanationsprozess jedoch dynamischer. Er ist kein (zeitlich) bereits abgeschlossener, sondern ein fortdauernder, vitaler Prozess, der die Existenz aller Wesen aufrechterhält. Die Kraft menschlichen Denkens und Handelns kann die Vorgänge in der göttlichen Welt beeinflussen.
Die Gottheit ist erhaben über alles, selbst über Sein und Denken. Man kann deshalb nicht sagen, dass sie Sprache, Tun, Gedanken, Wille oder Absicht habe. Alle diese menschlichen Eigenschaften laufen auf eine Beschränktheit hinaus. Aber die Gottheit ist nach jeder Seite hin unbeschränkt, weil sie vollkommen ist. Nur dieses einzige Attribut, die Unbeschränktheit und die Unbegrenztheit, kann von ihr ausgesagt werden. Die Kabbala legt daher Gott den Namen „der Unbeschränkte oder Unendliche“ (hebr. En Sof) bei. In dieser unfassbaren Allgemeinheit ist Gott oder En Sof unerkennbar verborgen, verhüllt und deshalb gewissermaßen nicht seiend. Denn was nicht von einem denkenden Geist erkannt und begriffen werden kann, ist für ihn auch nicht vorhanden. Das allgemeine Sein, En Sof, gleicht daher dem Nichts (Ajin). Um also sein Dasein zu bekunden, musste er sich oder wollte er sich offenbar und erkennbar machen. Er musste wirksam sein und schaffen, damit seine Existenz erkennbar wird.
Der Hervorgang der Sefirot, der verschiedenen innergöttlichen Manifestationen des göttlichen Wesens, aus der ersten Sefira kann deshalb als eine Schöpfung aus dem Nichts verstanden werden, denn diese ist das Ur-Nichts (Ajin Gamur). Wenn die erste Sefira als eine Emanation des En Sof gedacht wird, unterscheidet sich das Unendliche vom Nichts des göttlichen Urwillens. Nach einer anderen Auffassung stellt die erste Sefira als der unendliche Wille Gottes die Wesenheit des En Sof selbst dar. Danach wären En Sof und Ajin, Unendliches und Nichts identisch. Die Manifestation in den Sefirot ist als Ichwerdung Gottes zu verstehen. Ein mystisches Wortspiel macht auf den Zusammenhang zwischen den hebräischen Wörtern für Nichts (Ajin, אין) und für Ich (Ani, אני) aufmerksam, in denen dieselben Buchstaben in unterschiedlicher Reihenfolge benutzt werden: Aus dem Nichts wird das göttliche Ich.

## Eigenschaften des En Sof
En Sof ist als Urgrund aller Dinge unendlich, unbegrenzt, mit sich selbst identisch, attributlos und ohne Willen oder Gedanken. Es wird charakterisiert als
1. die absoluteste Vollkommenheit (אין סוף הוא שלות בלי חסרון)
2. eine absolute Einheit und sich stets gleichbleibende Unveränderlichkeit (גמורה בה שוי, ואם הוא מבלי גבול אין חוץ מה שאיו מוגבל קרוי אין סוף והוא ההסואה ממנו באהדות השלה, שאינ)
3. gar nichts ist außer ihm, d. h. alles, das All, ist in ihm.

Ist alles in Gott, so ist auch die mangelhafte, beschränkte Welt in ihm. Anderseits kann nicht angenommen werden, dass En Sof die endliche Welt unmittelbar geschaffen habe. Denn dann hätte er einen bestimmten Willen haben müssen, sie zu schaffen, obwohl Wollen eine Beschränktheit in der Gottheit sei. Außerdem müsste die sichtbare Welt, wenn sie von Gott hervorgebracht worden wäre, ebenso unendlich wie ihr Schöpfer sein. Tatsächlich ist sie aber gerade nicht unendlich. Weist die Welt durch ihre zweckvolle Ordnung auf einen von Vernunft geleiteten schöpferischen Willen, so beweist sie anderseits durch ihre Endlichkeit und Unvollkommenheit, dass sie nicht unmittelbar aus dem unendlichen En Sof hervorgegangen sein kann.

„Wisse, alles Sichtbare und was mit den Sinnen des Herzens erfasst werden kann, ist begrenzt (und alles Begrenzte hat ein Ende, und alles was ein Ende hat, ist nicht unterschiedslos gleich, schawe). Darum, was nicht begrenzt ist, wird >Unendlich<, 'En Sof, genannt, und dieses ist die vollkommene Gleichheit (Haschwa 'a) in absoluter Einheit, in der es keine Veränderung gibt. Und ist es/er ohne Grenze, gibt es nichts außer ihm. Und da es/er hoch erhaben ist, ist er der Urgrund/Wurzel von allem Verborgenen und Offenbaren [...]“

## Lichtmetaphorik

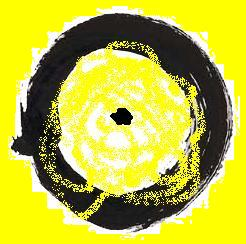
En Sof kontrahiert sich in der Mitte seines Lichts (Tzimtzum)

Gott ist das Unendliche (En Sof), das unbegrenzte, eigenschaftslose Nichts, das im Anfang alles war. Er ist das verborgene Urlicht, das alles erfüllte. Er setzt die Welt aus sich heraus, um sich zu offenbaren. Die Welt geht aus ihm hervor, indem sich das Urlicht gestaltet und nicht gestaltet, indem es in alles hineinstrahlt und doch eins bleibt. Das Urlicht beschränkt sich selbst. Dadurch entsteht ein leerer Raum, in den das Urlicht die Welt hineinstrahlt.

„Wisse, bevor die Emanationen emaniert wurden und das Erschaffene erschaffen war, erfüllte ein höchstes einfaches Licht alle Wirklichkeit, so dass es überhaupt keinen freien Ort im Sinne eines leeren, hohlen Raums gab, sondern alles war von jenem einfachen Licht des En Sof erfüllt. [...] Und als es in seinem einfachen Willen aufstieg, die Welten zu erschaffen und die Emanationen zu emanieren, um damit die Vollkommenheit seiner Werke, seiner Namen und seiner Attribute erkennbar zu machen, welches der Grund für die Erschaffung der Welten war [...], da kontrahierte sich das En Sof am mittleren Punkt, wahrhaft in der Mitte seines Lichts. Es kontrahierte das Licht und entfernte sich nach allen Seiten rund um den Mittelpunkt. Dadurch blieb um den Mittelpunkt ein freier Platz, ein leerer, hohler Raum übrig [...] Diese Kontraktion (Zimzum) war rings um den leeren [virtuellen] Mittelpunkt von absoluter Gleichheit, und zwar so, dass der leere Raum die Form einer vollkommenen sphärischen Kugel hatte [...] weil sich das En Sof in der Form einer vollkommenen Kugel von allen umgebenden Seiten in sich selbst zusammengezogen hatte. Der Grund dafür war, dass das Licht des En Sof von vollkommener absoluter Gleichheit ist [...]“

## Sefirot als Emanationen des En Sof

### Sefirot als Zwischenstufen

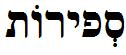
Sefirot

Ähnlich wie im Neuplatonismus werden intelligible Prinzipien oder Substanzen, nämlich die Sefirot, zwischen Gott und die Welt eingeschoben, sonst wäre der Hervorgang des Endlichen aus dem Unendlichen unerklärlich.

„Es gibt einen Strahlenglanz, der En-Sof umgibt. Wie er zustande gekommen ist, wird nie deutlich gemacht. In dem feierlichen Passus, mit dem der Sohar die Erklärung des ersten Wortes der Tora eröffnet, ist er einfach da: 'Als der Wille des Königs zu wirken begann, grub er Zeichen in den höchsten Strahlenglanz'.“

Zuerst emanierte sich vom En Sof eine Intelligenz, die alle übrigen enthält und im En Sof seit Ewigkeit vorhanden war. Beim Emanieren findet keine Kraftabnahme statt. Aus der ersten Sefira entwickeln sich die übrigen. Diese Emanation aus dem En Sof, die Sefirot in ihrer Gesamtheit, haben Teil an seiner Vollkommenheit. Sie sind unbegrenzt und bilden das erste Endliche. Deshalb sind sie zugleich endlich und unendlich. Wenn die Fülle des En Sof sich ihnen mitteilt, sind sie vollkommen und unendlich, ansonsten sind sie mangelhaft und endlich. Sie bilden die Wurzel des Endlichen.
Das En Sof ist an sich unerkennbar, denn das Unendliche vermag der menschliche Geist nicht zu fassen. Alles, was er begreifen kann, muss Maß, Verhältnis und Grenze haben. Will sich das En Sof offenbaren, so muss es sich im Begrenzten und Endlichen zeigen. Es muss im Emanieren der Sefirot die endliche Seite hervorkehren. Unter diesem endlichen Aspekt kann man sogar von den Sefirot sagen, dass sie körperlich sind. Dadurch ist es möglich, dass das En Sof, welches in den Sefirot immanent ist, sich auch verkörpern kann. Die Emanation der Sefirot aus dem En Sof kann mit dem Entstrahlen des Lichtes verglichen werden, um die Immanenz und vollständige Einheit zu verdeutlichen.
Die Sefirot werden durch das Kraftlicht, das sie vom En Sof und den drei obersten Sefirot erhalten, von innen her zusammengehalten. Trotz aller Erschütterungen und Polaritäten repräsentieren sie damit die Einheit Gottes. Als Ausflüsse der Gottheit sind die zehn Sefirot an sich zugleich unselbständig und demnach beschränkt. Die Zehn steht zu der absoluten Einheit des En Sof aber nicht in Widerspruch, da die Eins der Grund aller Zahlen ist und die Mehrheit aus der Einheit hervorgeht. Nur insofern das En Sof den Sefirot Kraftfülle spendet, können sie unendlich wirken. Diese Wirksamkeit zeigt sich darin, dass sie die Seelen- und Körperwelt erschaffen. Außerdem erhalten sie die Welt, mit der sie im Zusammenhang stehen, und spenden ihr ständig das göttliche Leben. Mittels der Sefirot vermag Gott, sich sichtbar zu machen oder auch sich zu verkörpern.

### Die Schöpfung nach dem Zohar

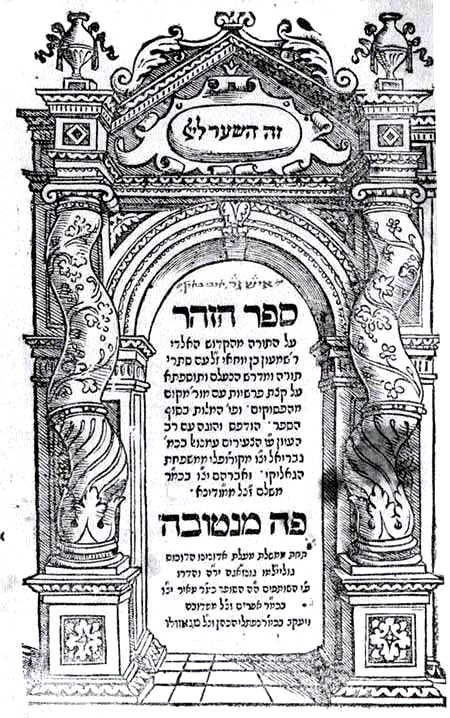
Zohar, Mantua 1558, in der Library of Congress

Im Zohar wird die Schöpfung als Emanation der Sefirot aus dem En Sof in allegorischer Sprache beschrieben:

„Am Kopfe der Macht des Königs, meißelte Er Gravuren in die Leuchte in der Höhe. Ein Funken undurchdringlicher Dunkelheit leuchtete auf im Verborgenen des Verborgenen, vom Kopfe der Unendlichkeit - ein Schwaden von Dampf sich in der Formlosigkeit formend, in einen Ring gedrängt, nicht weiß, nicht schwarz, nicht rot, nicht grün, von überhaupt keiner Farbe. Indem eine Schnur vermaß, erlangte es glänzende Farben. Tief in dem Funken erquoll ein Strom, der unten Farben verbreitete, das Verborgene im Verborgenen des Geheimnisses von En Sof. Es teilte und teilte nicht seine Aura, war überhaupt nicht bekannt, bis unter dem Eindruck der Teilung ein einziger, verborgener, überirdischer Punkt aufschien. Jenseits dieses Punktes ist nichts bekannt, daher heißt er rešīt [Anfang], das erste Gebot von allen.

Zohar Glanz! Das Verborgene des Verborgenen traf auf seine Aura, die diesen Punkt berührte und nicht berührte. Dann dehnte sich dieser Anfang aus und baute sich einen Palast, wert ruhmvoll gepriesen zu werden. Dort säte es Samen um zu gebären, Welten zu befruchten. Das Geheimnis ist: Ein heiliger Same wird solcher Stamm sein [vgl. Jes 6,13 ].

Zohar Glanz! Es sät Samen zu seinem Ruhm, wie der Same feiner purpurner Seide hüllt es sich selbst darin ein, webt sich einen Palast, begründet sein Lob, befruchtet alles.

Mit diesem Anfang schuf der unbekannte Verborgene den Palast. Dieser Palast heißt Elohīm, Gott. Das Geheimnis ist: „Berešīt bara' Elohīm“ [Mit dem Anfang erschuf er Gott, vgl. Gen 1,1 ].“

En Sof wird darin „König“ oder „der unbekannte Verborgene“ genannt, die Sefirot werden in Paraphrase des Anfangs des Sefer Jezira als „Gravuren“ beschrieben. Die noch nicht emanierten Emanationen werden als „das Verborgene im Verborgenen“ bezeichnet, der Impuls, der die Emanationen in Gang setzt, als „Funken undurchdringlicher Dunkelheit“ oder als „Maßband“, das die Pfade und Stufen der Emanationen, sowie das Spektrum der göttlichen Farben durchmisst. Die versteckte Kraft der Emanation wird Zohar (Glanz) benannt. Zahlreiche allegorische Bilder beschreiben die ersten drei Sefirot. Im Einzelnen handelt es sich hier um:
- Keter (Krone): Leuchte in der Höhe, das Verborgene des Verborgenen, die Aura, das verborgene Geheimnis.
- Ḥochma (Weisheit): ein einzelner verborgener überirdischer Punkt, der Anfang, erster Lichtstrahl, das erste Schöpfungsgebot „Am Anfang“, der göttliche Vater, das ursprüngliche Geheimnis.
- Bina (Verständnis): Kreis, Palast, der göttliche Mutterleib, Elohim, das alles niedere erhaltende Geheimnis.
- Vier der sieben unteren Sefirot werden in dieser Textstelle nur durch Nennung ihrer Farben kurz angedeutet: Ḥesed als weiß, Gevura als rot, Tif'eret als grün und Schechina als schwarz.

## Drei Gruppen der Sefirot

Die zehn Sefirot

Die Gesamtheit der zehn Sefirot gliedert die Kabbala in drei Gruppen, über denen das En Sof, das Ur-Nichts (Ajin Gamur) als jenseits der Emanationen steht. Die höchste Gruppe hat ihre Wirkung zunächst auf die Geisteswelt:
1. das unerforschlich Hohe oder die Krone (Rum-Mala, Kether), von der die Gotteskraft ausgeht, das Denken des Anfangs[17]
2. die schaffende Weisheit (Chochmah), von der die Engelwesen und die Offenbarung des Judentums (die Thora) ausgehen,
3. der empfangende Geist (Bina), von der die prophetische Anregung ausgeht, die Einsicht in die Ḥochma.

Die zweite Gruppe hat ihren Einfluss auf die Seelenwelt und die sittliche Weltordnung:
1. die unendliche göttliche Liebe (Ḥesed)
2. die strenge göttliche Gerechtigkeit, die richtende zermalmende Kraft (Gevura, Pachad)
3. die Vermittlung beider Gegensätze, die Schönheit (Tif'eret).

Die dritte Gruppe wirkt auf die sichtbare Welt, auf die Natur:
1. die Festigkeit (Netzaḥ)
2. die Pracht (Ḥod, Form)
3. die Vermittlung beider Gegensätze, der Urgrund (Jesod).

Als unterste Sphäre schließt sich an Yesod die Sphäre des Königreichs (Malchut oder Schechina) an, die die sichtbare Welt verkörpert.

## Die geschaffene Welt
Gott oder En Sof hat die sichtbare Welt nicht unmittelbar und neben sich, sondern als eine seiner Sefirot geschaffen. Nicht nur die Gattungen, sondern alle Dinge, auch die Einzelwesen in der niederen Welt haben ihre Urbilder in der höheren Welt. Deshalb ist nichts in der niederen Welt gleichgültig, alles hat eine höhere Bedeutung. Das ganze Weltall bzw. Gott gleicht einem ast- und blattreichen Riesenbaum, dessen Wurzeln die Geisteswelt der Sefirot bildet. Die menschliche Seele hat teil an der höheren Welt und steht mit allen Sefirot durch ein System von Kanälen in unmittelbarer Verbindung. Durch ihr sittliches und religiöses Verhalten kann die Seele die Segensspende der Gottheit fördern oder hindern. Durch gute Handlungen bewirkt sie einen ununterbrochenen Gnadenstrom, durch schlechte Handlungen versiegt der Gnadenstrom.
In der Tradition Lurias wird der Evolutionsprozess sogar als ein dramatischer Bruch verstanden. Mit dem Tzimtzum zog sich das Absolute zusammen, um Raum für die Schöpfung zu schaffen. Als das göttliche Licht strahlte und begann, den leeren Raum anzufüllen, brachen einige der Kanäle und Behälter der Sefirot, die voller Licht waren (Schwirat ha-Kelim). Ein Teil des Lichts, das in seinen Behältern zuvor eingeschlossen war, fiel ins Leere und bildete Materie. Das Universum ist danach gestört und bedarf der Reparatur oder des Ersatzes (Tiqūn). Was der Erde widerfährt kann wegen der Verbindung von Mikrokosmos und Makrokosmos dabei helfen, den Himmel wieder zu errichten. Der einzelne Mensch kann dabei durch die Beachtung von Mystik und Tora helfen. Gott braucht die Menschen zu seinem Heil (und/oder dem Heil seiner Schöpfung, da er ja als En Sof sowieso das Unendliche ist, aus dem alles ist,) so wie die Menschen ihn brauchen, um wieder heil in ihm zu sein/werden.